# Хохлов, Дмитрий Михайлович
Дми́трий Миха́йлович Хохло́в (род. 4 мая 1995, Ярославль) — российский футболист, полузащитник.

## Биография
В 2013—2014 годах играл за молодёжную команду ярославского «Шинника» в первенстве ЛФЛ. В 2016 году перешёл в латвийский клуб «Бабите» Пиньки, с которым выиграл первенство первой лиги. В 2017 году провёл 9 матчей в высшей лиге, однако «Бабите» был снят с чемпионата, а результаты матчей аннулированы. Сыграл два матча в Кубке Латвии.